# Dixons Carphone
Currys Plc  är ett brittiskt företag inom hemelektronik och mobiltelefoni. Det bildades i augusti 2014 genom samgående av Dixons Retail och The Carphone Warehouse. Det ägs till hälften vardera av de gamla ägarna till bolagen. Dixons Carphone byter namn till Currys september år 2021.

## Dixons Retail
Dixons Retail plc (tidigare Dixons plc, senare DSG International plc) var en brittisk hemelektronikkedja som grundades av Charles Kalms år 1937. Dixons Retail-koncernen har 32 000 anställda i 12 länder. Dixons Retail äger bland annat Electroworld, PC City och det norska hemelektronikföretaget Elkjøp som i sin tur är ägare till Elgiganten och Gigantti. Genom förvärv av Fotovista (Pixmania) ägde Dixons även Webhallen innan det såldes till Komplett.
Företaget var noterat på Londonbörsen och förkortas där DXNS.

## The Carphone Warehouse
The Carphone Warehouse är en brittisk butikskedja specialiserad på mobiltelefoni och som grundades 1989. Den första butiken öppnades 1990, och idag har företaget cirka 8 000 anställda. The Carphone Warehouse äger bland annat den svenska butikskedjan The Phone House. The Carphone Warehouse hade (2006) 1 400 butiker i tio länder. 
År 1990 öppnade Charles Dunstone, The Phone House-gruppens VD, den första Carphone Warehouse-butiken i London. 17 år senare, 30 november 2007, öppnades den tvåtusende butiken i spanska Sevilla.